# Prostitución en Escocia

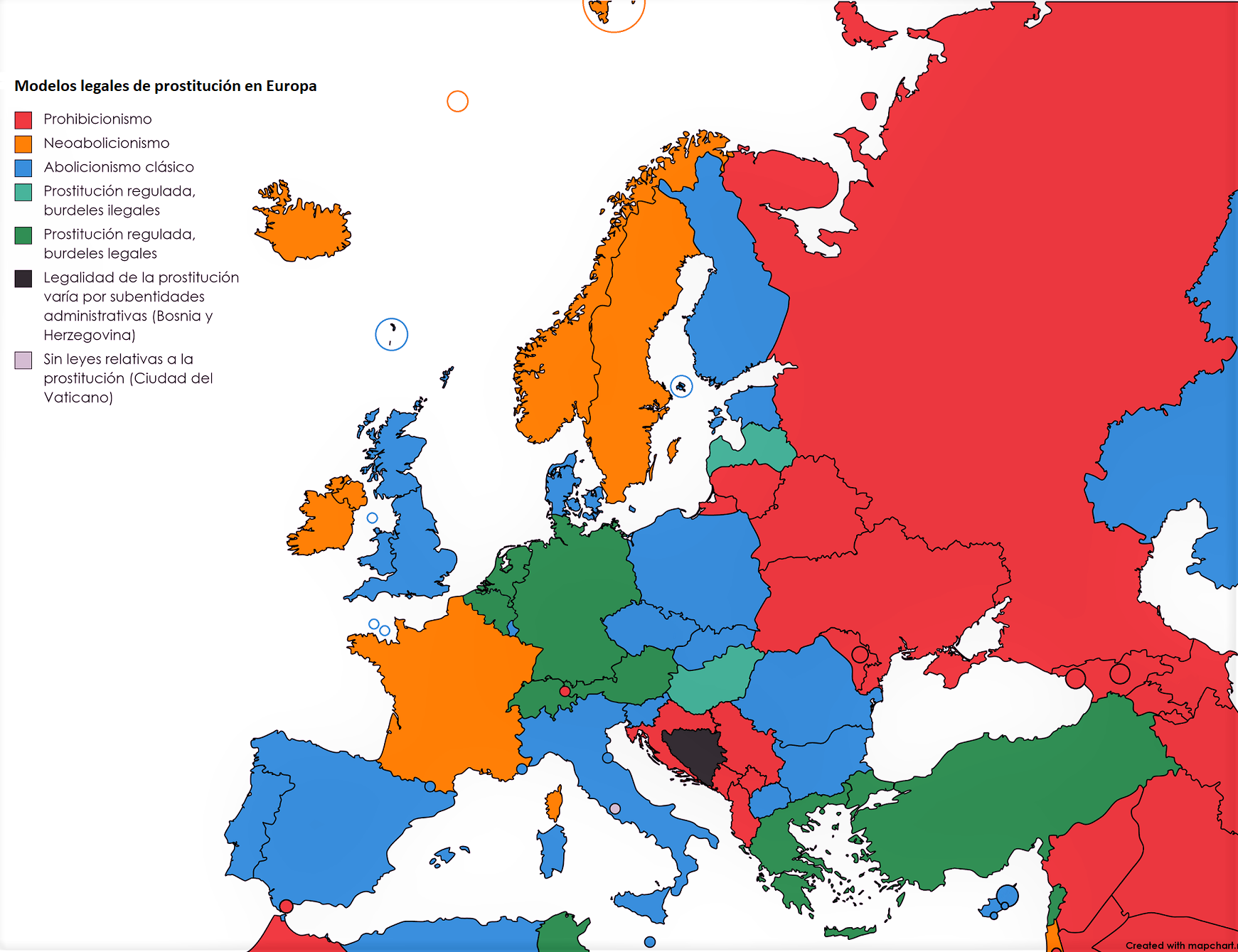
Prostitución en Europa. En azul, el modelo de abolicionismo clásico, al que pertenece Escocia, englobado dentro del Reino Unido.

La prostitución en Escocia ha sido similar a la de Inglaterra bajo el Estado de la Unión, pero desde la devolución, el nuevo Parlamento escocés ha seguido sus propias políticas. En Escocia, la prostitución, entendida como intercambio de servicios sexuales por dinero, es legal, pero las actividades asociadas a la misma (como la prostitución callejera, la explotación de un burdel u otras formas de proxenetismo) son delitos penales.

## Tolerancia
En 1982 entró en vigor para Escocia la Ley de Gobierno Cívico, la cual prohibía la prostitución, pero también otorgaba a los ayuntamientos la potestad de conceder licencias a los lugares de ocio. El Ayuntamiento de Edimburgo concedió licencias a salones de masaje y saunas, permitiendo así la existencia de burdeles. En 2012 se presionó al ayuntamiento para que no renovara las licencias, pero posteriormente las renovó.
En 1985, la policía de Lothian and Borders negoció con las prostitutas de Edimburgo la creación de una zona de tolerancia en la zona de Coburg Street, en Leith. A cambio de que la policía «hiciera la vista gorda», las prostitutas se quedarían en esta zona. El aburguesamiento se estaba produciendo en la zona de Coburg Street y en agosto de 2001 la zona de tolerancia se trasladó a un polígono industrial en Salamander Street. Tras las protestas de los residentes locales, la zona de tolerancia se cerró en noviembre de 2001.
En 2002, la diputada Margo MacDonald, del Partido Nacional Escocés, presentó en el Parlamento escocés el proyecto de ley sobre las zonas de tolerancia de la prostitución. Tras la investigación realizada por un grupo de expertos en prostitución, el proyecto de ley fue retirado en noviembre de 2005.
Aberdeen estableció una zona de tolerancia en la zona del muelle en 2001. La Ley de Prostitución (Lugares Públicos) de Escocia de 2007 entró en vigor en octubre de dicho año. Esta ley tipificó como delito el rastreo de bordillos y, como consecuencia, se cerró la zona de tolerancia.
En 2013, las fuerzas policiales escocesas se fusionaron para formar la Policía de Escocia. Anteriormente, cada cuerpo local tenía su propia política en materia de prostitución. La Policía de Escocia aplicó una única política a toda Escocia, lo que dio lugar a redadas en las saunas en junio de 2013. Muchas de las saunas se vieron obligadas a cerrar.
En abril de 2019, algunas organizaciones benéficas dedicadas al trabajo sexual pidieron a los legisladores de Escocia que rechazaran una política sobre el trabajo sexual, después de que las estadísticas mostraran que los delitos violentos contra profesionales del sexo casi se duplicaron tras su introducción en Irlanda. El aumento en Irlanda se asoció con la introducción del modelo nórdico, una ley sueca que criminaliza a las personas que compran sexo, en lugar de las que lo venden. La estadística se originó en Ugly Mugs, una aplicación en la que las trabajadoras del sexo pueden denunciar incidentes de abusos y delitos, y recibir alertas sobre clientes peligrosos.

## Marco legislativo
La prostitución callejera se trata en la Ley de Gobierno Cívico (Escocia) de 1982, sección 46(1), que establece:
Un prostituto (sea hombre o mujer) que, con fines de prostitución:
1. merodee en un lugar público;
2. solicite en un lugar público o en cualquier otro lugar de forma que pueda ser visto desde un lugar público o;
3. importune a cualquier persona en un lugar público;

será culpable de un delito.
Arrastrarse por los bordillos, solicitar a una prostituta para mantener relaciones sexuales en un lugar público y merodear con el mismo fin también son delitos penales, con una pena máxima de 1 000 libras esterlinas de multa, en virtud de la Ley sobre prostitución (lugares públicos) (Escocia) de 2007 (en vigor desde el 15 de octubre de 2007), de la siguiente manera:
Una persona («A») que, con el fin de obtener los servicios de una persona que ejerce la prostitución, solicita en un lugar relevante comete un delito. A efectos del apartado (1), es irrelevante que:
a) A se encuentre en un medio de transporte público,
b) A se encuentre en un vehículo de motor que no sea transporte público,
c) una persona solicitada por A con el fin mencionado en dicho apartado sea una persona que ejerce la prostitución.
3. Una persona («B») que merodea en un lugar relevante de modo que, en todas las circunstancias, pueda inferirse razonablemente que B lo hacía con el fin de obtener los servicios de una persona que ejerce la prostitución comete un delito.
El aumento en Irlanda se asoció con la introducción del modelo nórdico, una ley sueca que criminaliza a las personas que compran sexo, en lugar de las que lo venden. La estadística se originó en Ugly Mugs, una aplicación en la que las trabajadoras del sexo pueden denunciar incidentes de abusos y delitos, y recibir alertas sobre clientes peligrosos.
a) B se encuentre en un medio de transporte público,
b) B se encuentre en un vehículo de motor que no sea transporte público.
5. Una persona culpable de un delito en virtud del apartado (1) o (3) podrá ser condenada en juicio sumario a una multa no superior al nivel 3 de la escala estándar.
6. En este artículo «vehículo de motor» tiene el significado que se le da en el artículo 185(1) de la Ley de Tráfico por Carretera de 1988 (c. 52), «transporte público»: un vehículo, tren, tranvía, barco, aerodeslizador, aeronave u otro medio diseñado, adaptado o utilizado para el transporte de personas, prestado en relación con cualquiera de estos servicios de los que depende el público para desplazarse de un lugar a otro cuando no dispone de medios propios, y «lugar pertinente»:
a) un lugar público en el sentido del artículo 133 de la Ley de Gobierno Cívico (Escocia) de 1982 (c. 45),
b) un lugar al que, en el momento de los hechos, se permite el acceso del público (mediante pago o de otro modo),
y en el apartado (1) se incluye un lugar visible desde uno de los lugares mencionados en los apartados (a) o (b).
La explotación de un prostíbulo es ilegal en virtud de la Ley de Derecho Penal (Codificación) (Escocia) de 1995, en los siguientes términos:
11. Comercio con prostitución y explotación de prostíbulos. Toda persona que:
a) mantenga o gestione o actúe o ayude en la gestión de un burdel; o
b) siendo inquilino, arrendatario, ocupante o persona a cargo de cualquier local, permita a sabiendas que dicho local o parte del mismo se utilice como burdel o con fines de prostitución habitual; o
c) siendo el arrendador o propietario de cualquier local, o el agente de dicho arrendador o propietario, alquila el mismo o parte del mismo a sabiendas de que dicho local o parte del mismo es o va a ser utilizado como prostíbulo, o participa voluntariamente en el uso continuado de dicho local o parte del mismo como prostíbulo, será culpable de un delito.
El artículo 13 se refiere a la prostitución masculina. Las actividades de terceros, como el proxenetismo, el proxenetismo y vivir de las ganancias, son ilegales en virtud del artículo 7 (Proxenetismo) y el artículo 11 de la Ley.

## Reformas anteriores de las leyes sobre prostitución
En 2003 se reunió un grupo de expertos que elaboró un informe en 2004 titulado Being Outside - Constructing a Response to Street Prostitution. Las principales propuestas incluían la sustitución de las leyes sobre prostitución por «conductas o comportamientos ofensivos», aplicables tanto al comprador como al vendedor (lo que evitaba la presión para criminalizar el rastreo de bordillos), y «zonas gestionadas» en las que se desarrollaría la actividad. También recomendaron un marco nacional que sirviera de guía a las autoridades locales, la exigencia de planes locales de aplicación y la educación pública.
En el Parlamento escocés se presentó un proyecto de ley sobre zonas de tolerancia de la prostitución, pero no llegó a convertirse en ley. En su lugar, el Parlamento aprobó la Ley de Prostitución (Lugares Públicos) (Escocia) de 2007, que no modifica la legislación relativa a las prostitutas, pero introduce un nuevo delito cometido por sus clientes.
En abril de 2010, se rechazó un plan para criminalizar a los clientes, que había sido presentado por políticos laboristas. Un nuevo intento de Marlyn Glen (laborista) para introducirlo (enmienda 6) en la fase 3 también fue rechazado por 78 votos a favor y 44 en contra el 30 de junio de 2010.
Trish Godman (laborista) volvió a intentarlo en 2011, pero fue rechazado en el momento de la disolución. Rhoda Grant (laborista) hizo otro intento en 2013, pero solo contó con el apoyo de los diputados laboristas y, por lo tanto, no recibió el apoyo de todos los partidos.
En septiembre de 2015, la diputada independiente Jean Urquhart presentó ante el Parlamento escocés una propuesta de ley de reforma de la ley de prostitución que despenalizaría el trabajo sexual en Escocia, en línea con el modelo neozelandés. Jean Urquhart trabajó estrechamente con SCOT-PEP, una organización benéfica escocesa que aboga por la seguridad, los derechos y la salud de todas las personas que venden sexo en Escocia, en el desarrollo de las propuestas. Las propuestas incluían la derogación de las leyes sobre prostitución y rastreo de bordillos, cambios en las leyes sobre el mantenimiento de burdeles para permitir que hasta cuatro profesionales del sexo trabajen colectivamente en el mismo local, y una propuesta sobre burdeles comerciales más grandes. La propuesta de ley también pretendía derogar las leyes sobre vivir de las ganancias del trabajo sexual, que penalizan a familiares, amigos y compañeros de piso de los trabajadores del sexo.
El período de consulta se extendió por un período de 3 meses, y los resultados mostraron que el 70 % de los encuestados estaban a favor de los objetivos del proyecto de ley propuesto. El martes 10 de noviembre de 2015 se celebró un evento en el Parlamento escocés para presentar las propuestas contenidas en el proyecto de ley con oradores de SCOT-PEP, el Colectivo de Prostitutas de Nueva Zelanda, el Colectivo Inglés de Prostitutas, el National Ugly Mugs, el Sindicato Nacional de Estudiantes, así como académicos con experiencia en la investigación del trabajo sexual.

## Defensa de la reforma legislativa
En marzo de 2017, el Partido Nacional Escocés respaldó cambios en las leyes sobre prostitución para penalizar a quienes pagan por sexo, pero no a quienes lo venden. 
La decisión suscitó las críticas de las trabajadoras sexuales y de las organizaciones de trabajadoras sexuales, que afirmaron que la despenalización total del trabajo sexual era la única forma de garantizar la seguridad de las trabajadoras sexuales.
Por su parte, el Partido Verde Escocés apoya la despenalización del trabajo sexual junto con la plena protección legal frente a la explotación, la trata y la violencia, y el acceso a un mejor apoyo y atención sanitaria para los trabajadores del sexo.

## Miscelánea

### Lista imparcial de damas del placer de Ranger
Publicada de forma anónima en 1775, la llamada Lista imparcial de damas del placer de Ranger (título original, Ranger’s Impartial List of Ladies of Pleasure) era una reseña de 66 prostitutas de Edimburgo. Más tarde se reveló que el autor era James Tytler, editor de la Enciclopedia Británica.
Una entrada típica fue:

Miss Sutherland, Back of Bell’s Wynd
This Lady is an old veteran in the service, about 30 years of age, middle sized, black hair and complexion and very good teeth, but not altogether good-natured.
She is a firm votary to the wanton Goddess, and would willingly play morning, noon, and night.

As a friend, we will give a caution to this Lady, as she has a habit to make free with a gentleman’s pocket, especially when he is in liquor.
Miss Sutherland, Back of Bell's Wynd
Esta dama es una vieja veterana del servicio, de unos 30 años de edad, mediana estatura, pelo y tez negros y muy buena dentadura, pero no del todo bondadosa.
Es una firme devota de la Diosa del desenfreno, y jugaría de buena gana mañana, tarde y noche.

Como amigo, le daremos una advertencia a esta Dama, ya que tiene la costumbre de hacer de las suyas con el bolsillo de un caballero, especialmente cuando está en licor.

El libro fue reeditado en 1978 por Paul Harris, como Ranger's Impartial List of Ladies of Pleasure in Edinburgh.

### Edimburgo y Glasgow
Una encuesta realizada en 1842 reveló que, cuando la Asamblea General se reunía en Edimburgo, los burdeles estaban especialmente concurridos. En 2004, una comisión del Parlamento escocés debatía sobre las zonas de tolerancia para la prostitución y Margo MacDonald se refirió a la plaza Blythswood de Glasgow como un lugar donde en el pasado había prostitutas.